# Ivanovice na Hané
Ivanovice na Hané (in tedesco Eiwanowitz in der Hanna) è una città della Repubblica Ceca facente parte del distretto di Vyškov, in Moravia Meridionale.